# Fernando Botero Angulo
Fernando Botero Angulo (Medellín, 19 d'abril de 1932 - 15 de setembre de 2023) va ser un pintor i escultor colombià dels segles XX i XXI. Del seu estil són característiques les figures inflades i arrodonides, tant en pintura com en escultura. Les escultures solen ser de color negre.
Als seus inicis, els temes que solia representar eren escenes costumistes, tema que no va abandonar mai, però a les seves obres més tardanes ha va anar afegint temes polítics d'actualitat, com per exemple tortures dels estatunidencs a iraquians en la seva guerra. El seu estil és proper a l'expressionisme. En la pintura solen dominar els colors foscos, que de vegades contrasten amb d'altres de vius, i amb el pas del temps ha anat definint més les figures i contorns. S'inspira en la recerca de monumentalitat dels frescos mexicans i dels pintors del Renaixement italià. Els seus personatges, humans o animals, sempre tenen volums exageradament arrodonits.
El 1948 va aconseguir exposar per primera vegada a Medellín abans d'acabar els seus estudis secundaris. Els va acabar i el 1951 va traslladar-se a Bogotà, on va realitzar dues exposicions i va guanyar un premi que li va donar l'oportunitat de viatjar a Barcelona l'any següent. Va viatjar a Madrid i Itàlia i va rebre fortes influències franceses. Poc entès a Colòmbia, va haver de viatjar a Mèxic el 1956 i a Nova York el 1957 per a poder seguir treballant. En aquesta darrera ciutat, va viure durant anys i es va impregnar d'un estil plàstic definit, amb colors clars i delicats, alhora que despertava la seva passió per Rubens. Va ser llavors quan va assolir fama mundial. El 1983, es va traslladar a viure a Pietrasanta, Itàlia, i des de 1996 també tenia un taller a Mònaco. Durant les darreres dècades de la seva vida residí en diversos llocs. Ha exposat en nombroses ciutats d'Amèrica i Europa i moltes de les seves escultures són en ciutats repartides per tot el món. Igualment, feu donacions importants a Medellín i Bogotà.